# Albert Larteau
Albert François Larteau, artiste peintre français, est né à Nancy le 7 juillet 1870 et mort dans le 4e arrondissement de Paris le 10 juillet 1949. Présenté par Jules Lefebvre à l'école des Beaux-arts de Paris en 1889, il est élève de Benjamin-Constant et de Gustave Moreau. Il poursuit sa carrière d'artiste peintre comme professeur de dessin et de peinture puis devient inspecteur de l'enseignement du dessin de la ville de Paris. Il signe Albert Larteau.

## Biographie
Depuis sa jeunesse, il est baigné dans la vie militaire et le monde de l'art. Son père, originaire de Bordeaux, est sergent au 57e régiment de ligne en garnison à Nancy lorsqu'il épouse Marie Suzanne Darcy le 25 septembre 1869. Promu lieutenant en 1878 au 42e régiment territorial d'infanterie également en garnison à Nancy où il exerce le métier de comptable dans différentes sociétés dont l'imprimerie Berger-Levrault.
Le 29 septembre 1900, Albert Larteau épouse à Nancy Marie Françoise Schwartz fille de Georges Léon Schwartz ébéniste de meubles d'art, cofondateur de l'école de Nancy. Ils n'ont pas de descendance connue.
Enfin, il est inhumé au cimetière de Préville de Nancy avec son épouse et ses parents dans la tombe familiale.

### Formation
Il est élève à l'école municipale de peinture et de dessin de Nancy et expose au salon des artistes dès l'âge de 14 ans. Pensionné par le département de Meurthe-et-Moselle, il poursuit sa formation à Paris.
Inscrit à l'académie Julian, Jules Lefebvre qui lui a développé le goût du portrait le présente en février et en juillet 1889 au concours d'entrée de l'école nationale des beaux-arts de Paris. Il y entre en 1890 dans la section peinture avec Benjamin-Constant comme professeur. L'année suivante son père signale à ses professeurs une maladie des yeux et leur demande de le rapprocher des modèles lors des concours. Il est reçu malgré tout au concours de figure dessinée antique en 1891 avec mention. Après une interruption d'une année pour service militaire, il est admis en janvier 1893 dans l'atelier de Gustave Moreau. Dès 1889, ses peintures et ses portraits souvent inspirés de la vie militaire sont exposés au Salon de la Société des Artistes Français dont il devient membre en 1902.

### Vie militaire
Appelé classe 1890, il est incorporé au 69e régiment d'infanterie en novembre 1891 pour une seule année à la suite d'une dispense.
En novembre 1893, il renonce à sa dispense pour être incorporé à nouveau au même régiment jusqu'en septembre 1895.
Il fait de nombreuses périodes d'exercices entre 1896 et 1913 au 79e régiment d'infanterie, est nommé sous-lieutenant en 1905 puis lieutenant en 1909.
Mobilisé le 1er août 1914 et démobilisé le 12 mars 1919, on ne connait rien de ses activités durant la grande guerre hormis une demande au service du camouflage et qu'il n'est pas sélectionné pour une des missions des artistes aux armées.

### Carrière
Professeur de dessin et de peinture dans l'instruction publique puis inspecteur du dessin des écoles de la ville de Paris où il a un atelier, il réside rue d'Amsterdam en 1910 puis quai Bourbon jusqu'à son décès. Il conserve également un atelier au 9 rue du Joli Cœur à Nancy.
Il présente des tableaux dans plusieurs expositions que ce soit dans le hall de la banque Renault (1913), à l'exposition internationale au palais des Beaux-arts de Monaco (1909) ou dans le cadre d'une présentation rétrospective de l'exposition internationale de Nancy (1909). « A Nancy les expositions de la société lorraine des amis des arts rassemblent régulièrement ceux qui sont encore à Paris mais restent fidèles à leur ville » ; Albert Larteau fait partie de ce groupe qui soutient la mise en place du mouvement école de Nancy. Il continue, encouragé par Eugène Corbin collectionneur et mécène de l'école de Nancy, à exposer régulièrement au salon nancéien jusqu'en 1914 particulièrement des portraits. Parmi les artistes lorrains qu'il fréquente, Émile Friant croque un dessin de son portrait.
À Paris, il expose depuis 1889 très régulièrement au salon des artistes français. Imprégné par l'ambiance des casernes, il peut réaliser alors des tableaux reflétant la vie sociale des soldats. Il se fait remarquer par ses tableaux de scènes militaires lors des salons des artistes français et le critique Edmond Anthome affirme que « M. Larteau connait bien son soldat » . Passionné de l'histoire militaire, il est membre de La Sabretache.
Il obtient la médaille d'argent de 3e classe en 1902, la médaille d'or de 2e classe et Hors Concours en 1905.
En 1908, il est exposant hors concours à l'exposition franco-britannique de Londres.
Il est lauréat du prix Meurand de l'Institut de France en 1902 et du prix Alphonse de Neuville en 1906 également décerné par l'Institut de France.
Parmi ses élèves, Edmond-Édouard Lapeyre a lui aussi des sujets très divers, Étienne Cournault est membre de l’Union des artistes modernes (UAM) dès 1929, Léon Barotte qui expose au Salon des indépendants et Marcelle Mauguin dessine son portrait intitulé Mon Parrain Le Peintre Albert Larteau.

## Œuvres principales
En plus de celles qui font partie des collections de musées, on peut en trouver appartenant à des collections privées mises à la vente,.
- 1892 : Mes camarades de la 11e Division exposé au Palais du gouvernement de Nancy[21].
- 1892 : Soldat dessin au Musée de l'Ermitage de Saint-Pétersbourg[22].
- 1896 : Étude de tête d'homme fusain[23].
- 1901 : Cuirassier pierre noire et pastel[23].
- 1903 : Dame élégante en robe de soirée avec éventail fusain[23].
- 1904 : Manœuvres dans l'Est - Grand'halte présenté au salon de Paris 1904[17].
- 1904 : Tambours et clairons présenté au salon de Paris 1905 acheté par l'état et déposé au Musée des beaux-arts de Nancy[7],[24] en 1906.
- 1906 : Puddleurs présenté au salon de Paris 1906[25].
- 1906 : Tête de Vieux dessin au crayon noir entré au Musée des beaux-arts de Nancy en 1907.
- 1907 : Étude de vieille femme présenté au salon de Paris 1907.
- 1907 : L'homme à la casquette dessin au crayon noir entré au Musée des beaux-arts de Nancy en 1907.
- 1908 : Permissionnaires dans un wagon de 3e classe la nuit présenté au salon de Paris 1908[26],[23] curieux.tableau avec l'éclairage des quinquets[27] entré au Musée des beaux-arts de Nancy en 1910.
- 1909 : Un coup de main présenté au salon de Paris 1909[28].
- 1912 : Portrait d'homme fusain et rehauts[23].
- Illustrations dans plusieurs ouvrages de l'édition Berger-Levrault[14], dans la revue du Pays Lorrain comme les fiauves de pampi[29].
- Objets fabriqués comme les sculptures en grès de Rambervillers le soldat couché d'après le dessin d'Albert Larteau[23].

## Galerie d'images

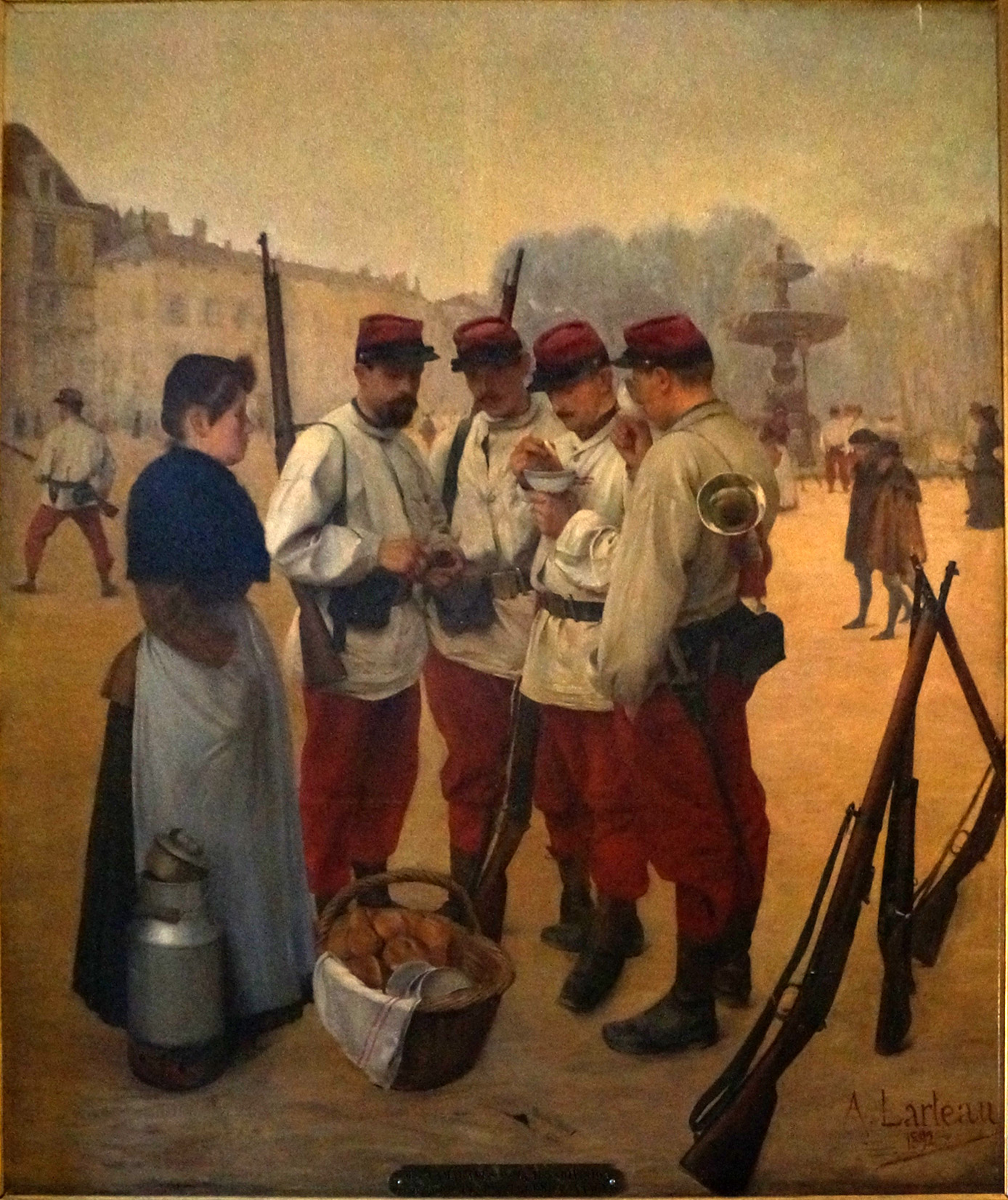
La 11e div,
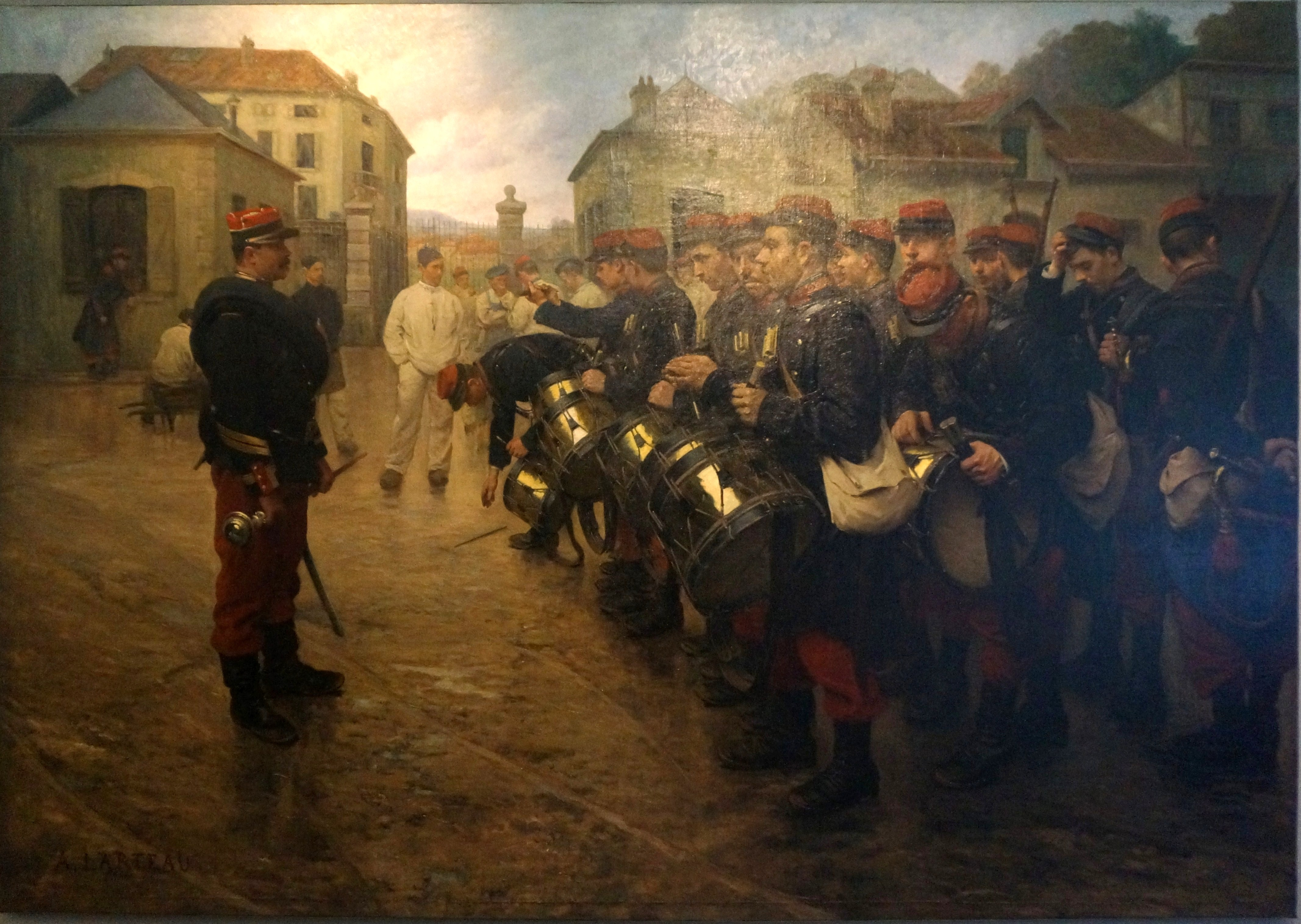
tambours et clairons.

## Distinctions honorifiques
- Chevalier de l'Ordre des Palmes académiques (1903)[30]
- Chevalier de l'Ordre de la Légion d'Honneur (1910)[30]
- Officier de l'Ordre Nichan Iftikar (1910)
- Officier de l'Instruction publique (1913)
- Officier de l'Ordre de la Légion d'Honneur (1924)[31]